# Vättlösa kyrka
Vättlösa kyrka är en kyrkobyggnad som sedan 2002 tillhör Götene församling (tidigare Vättlösa församling) i Skara stift. Kyrkan ligger i en radby i södra utkanten av centralorten i Götene kommun.

## Kyrkobyggnaden
Kyrkan är romansk och uppfördes under senare delen av 1100-talet eller möjligen under början av 1200-talet. På 1400-talet fick kyrkorummets tak sina nuvarande kryssvalv. Ett gravkor söder om koret uppfördes 1656, vilket sedan 1700-talet nyttjas som sakristia. År 1756 förlängdes långhuset åt väster med åtta meter, samtidigt som koret höjdes upp. Troligen förstorades fönstren vid samma tillfälle.

## Klockstapel och klockor
Öster om kyrkan står en klockstapel av trä som är uppförd 1798. Den är klädd med rödfärgade bräder och har en inbyggd klockkammare. 
- Storklockan är från 1726.
- Lillklockan är av en tidig medeltida form av samma typ, fast något bredare, än klockan i Saleby kyrka. Den saknar inskrifter.[1]

## Inventarier
Merparten av inredningen är från 1900-talet.
- I kyrkan finns en åttakantig dopfunt av trä som troligen är från slutet av 1800-talet.
- Sandstensdopfunten från 1100-talet såldes vid slutet av 1800-talet till Statens historiska museum.
- Altartavlan är en oljemålning som skildrar Kristi himmelsfärd. Målningen är troligen från 1700-talet. Vid en renovering 1982 sattes tavlan återigen upp.
- En altartavla är målad 1909 av Gustaf Brattström, Skara. Tavlan finns numera på läktaren.
- Predikstolen är tillverkad 1910 efter ritningar av Charles Lindholm. Predikstolens bildfält har oljemålningar på duk utförda av C. W. Pettersson. Målningarna föreställer Jesus och evangelisterna.

### Orgel
En ny orgel, placerad på läktaren i väster, med sju stämmor fördelade på manual och pedal inköptes 1969 från Nordfors & Co.

## Bilder

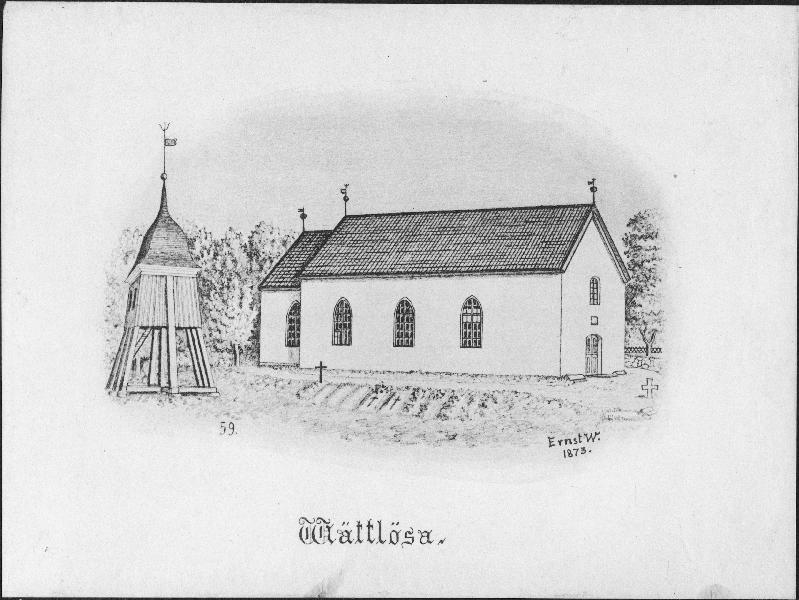
Kyrkan på teckning från 1873.
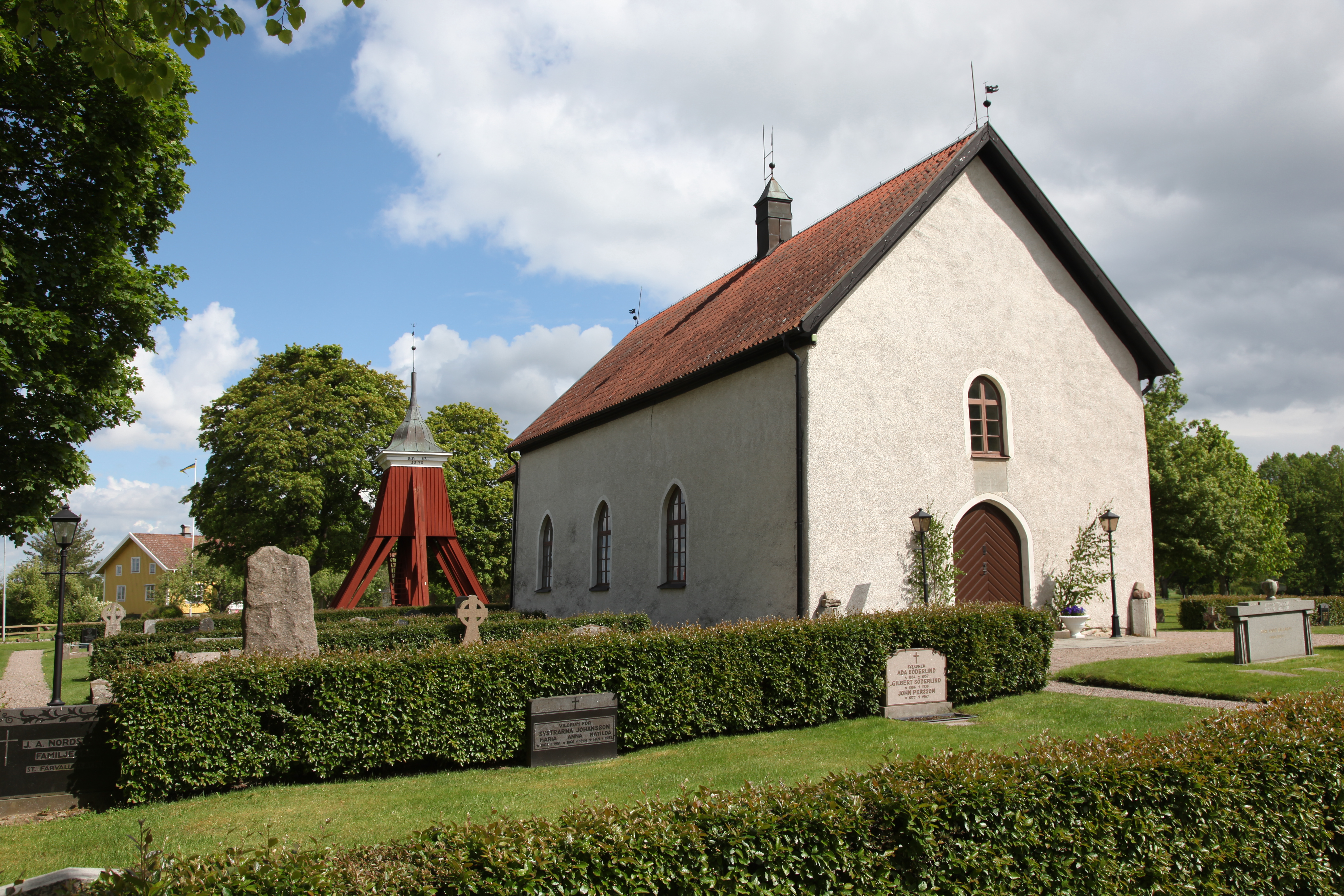
Exteriör från nordväst
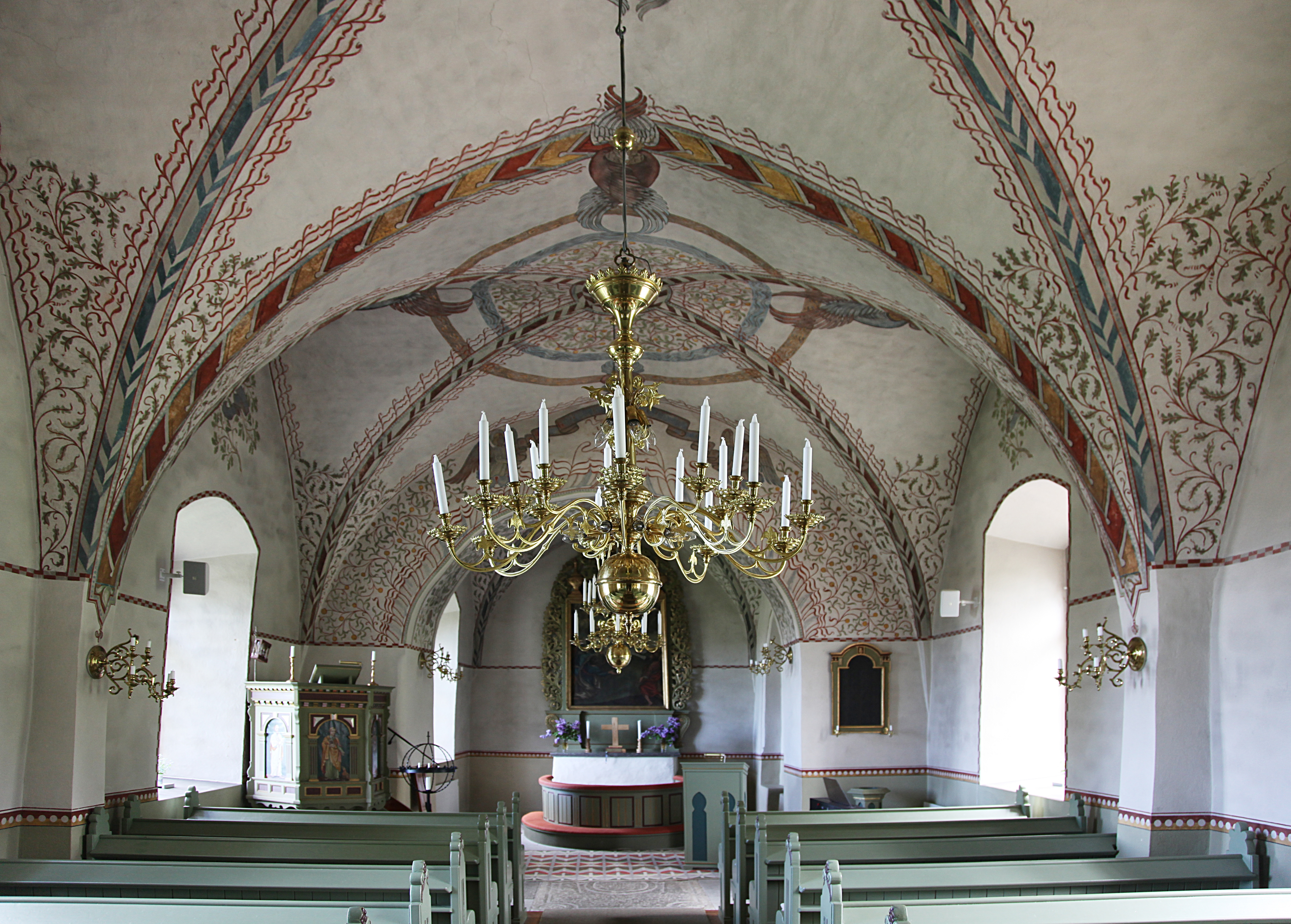
Interiör mot koret
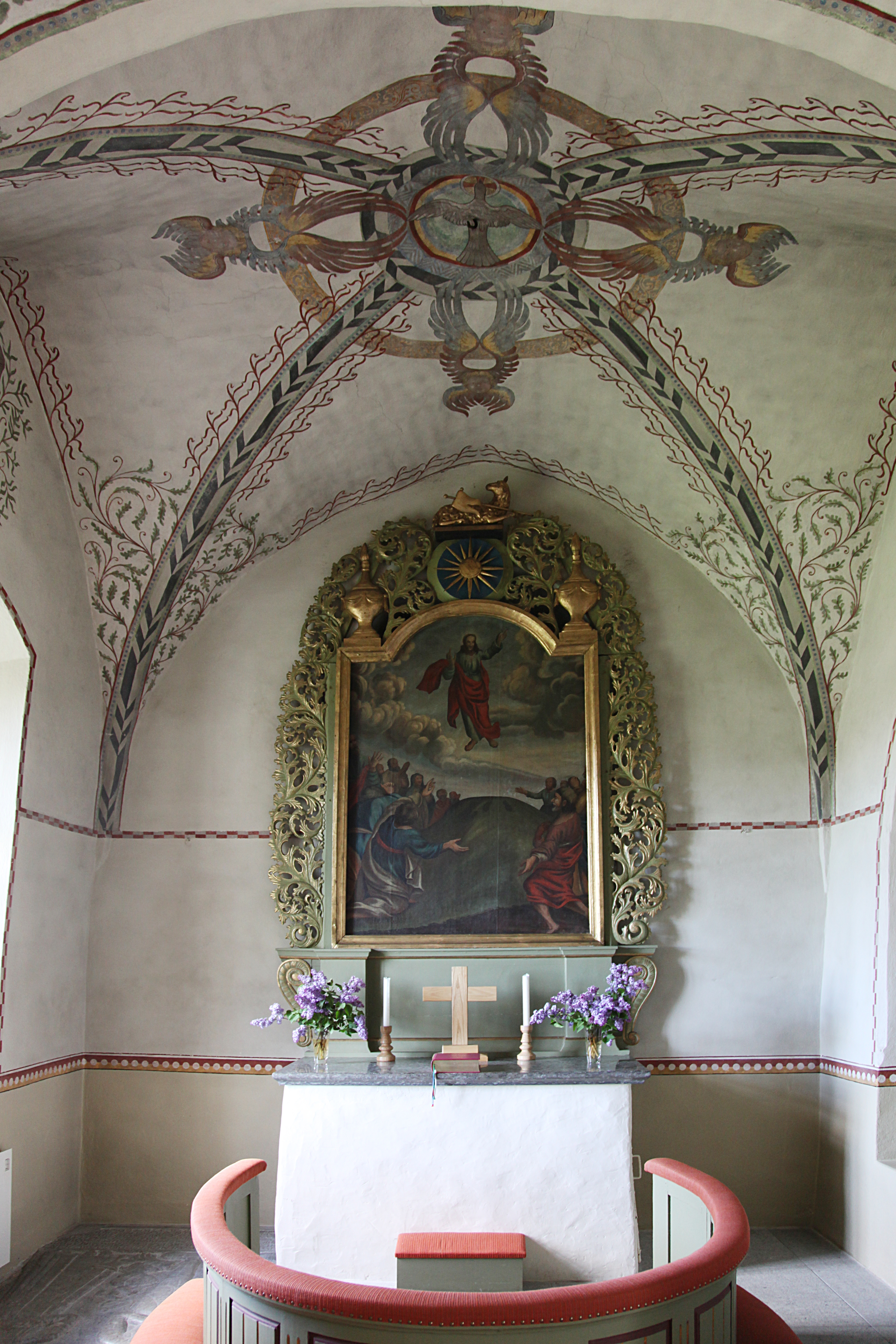
Altaret och altartavla
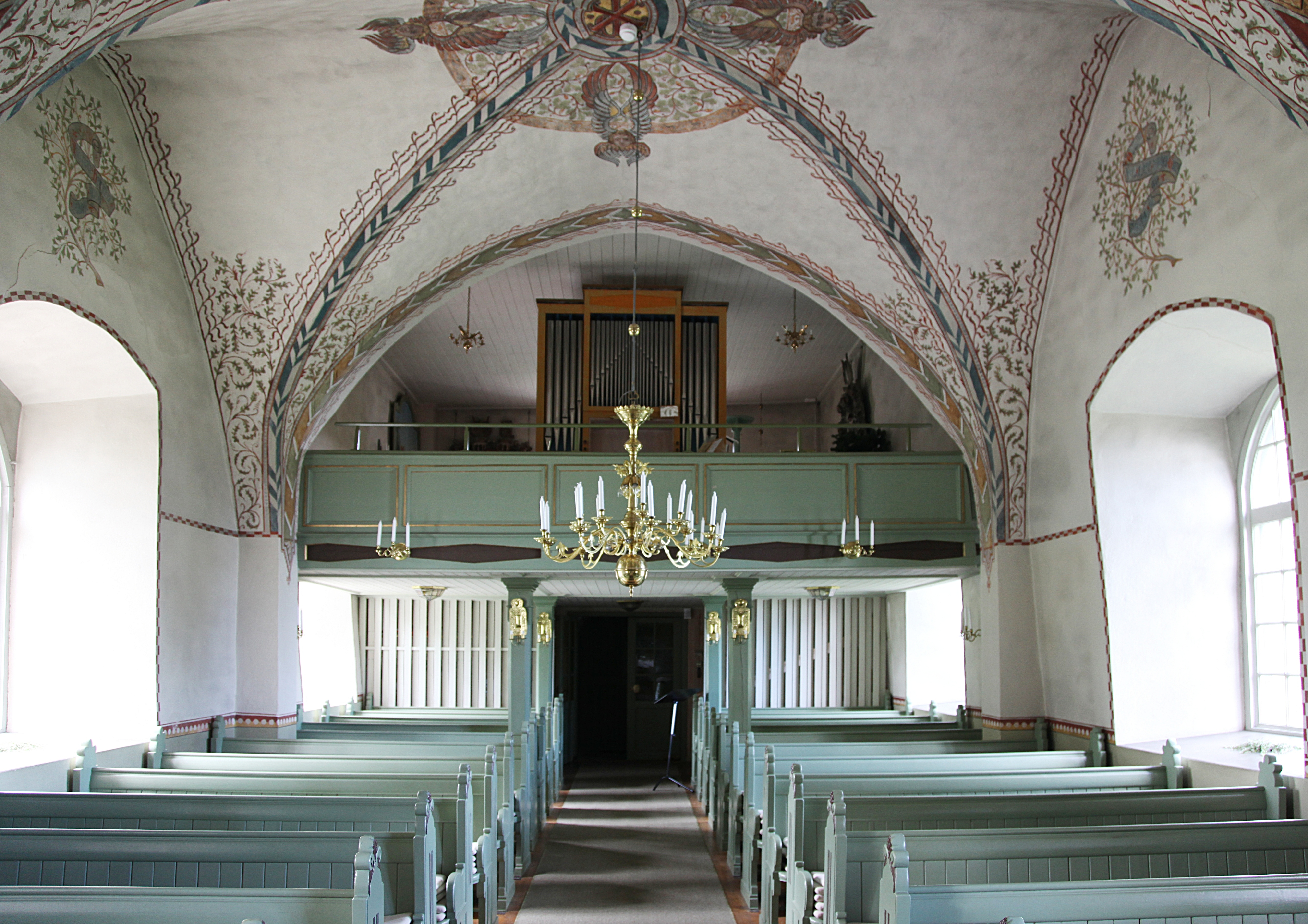
Interiör mot orgelläktaren

## Bilder av dopfunten

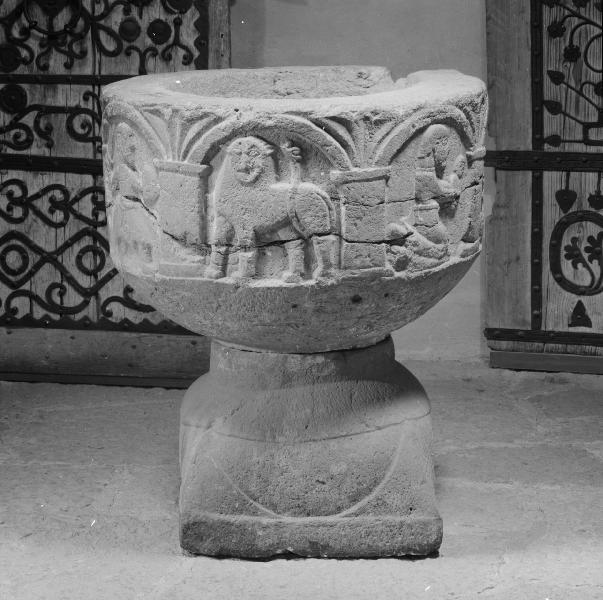
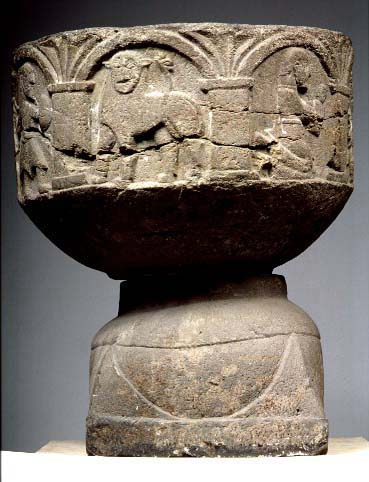
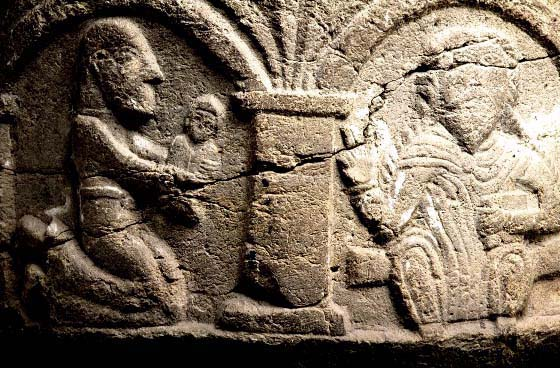
Man ger barnet till Jesus för dopet.
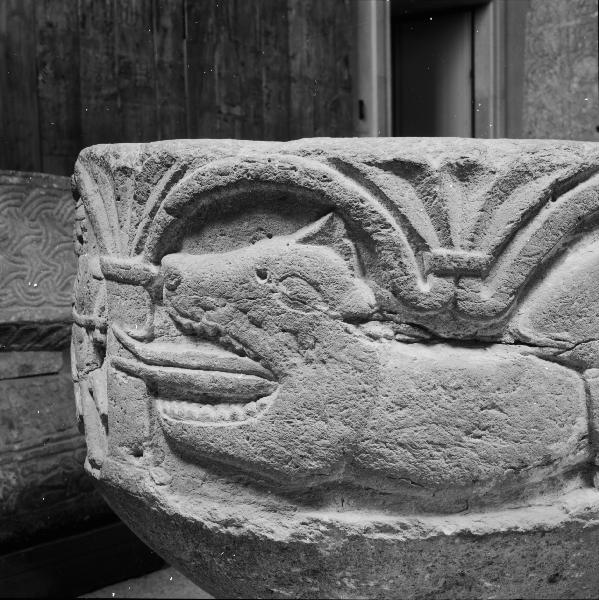
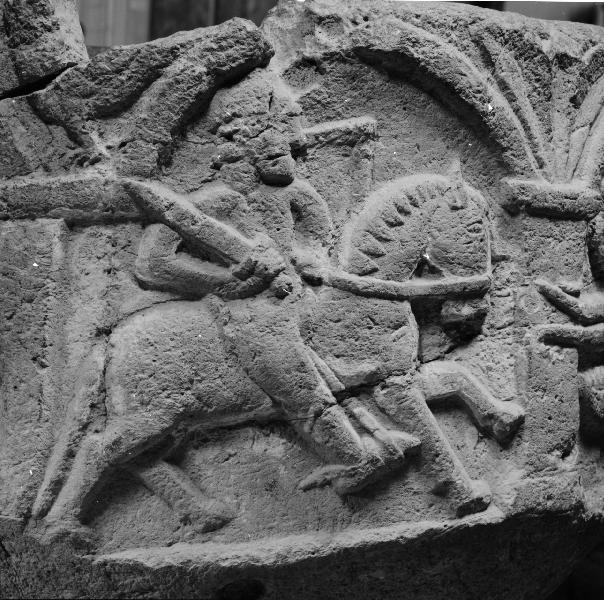
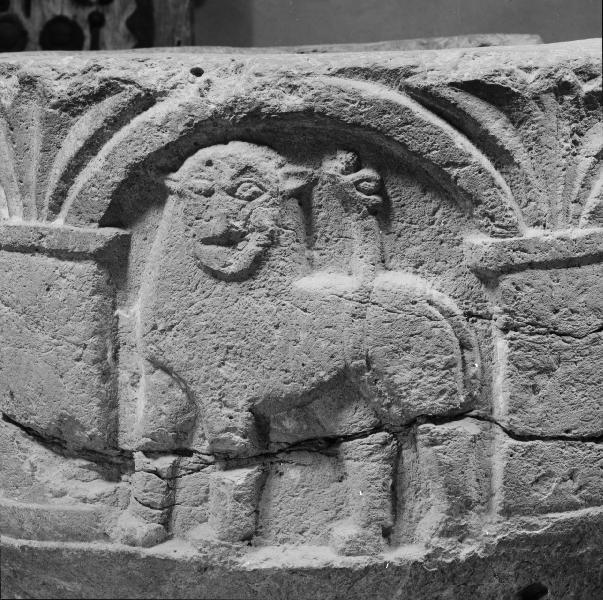
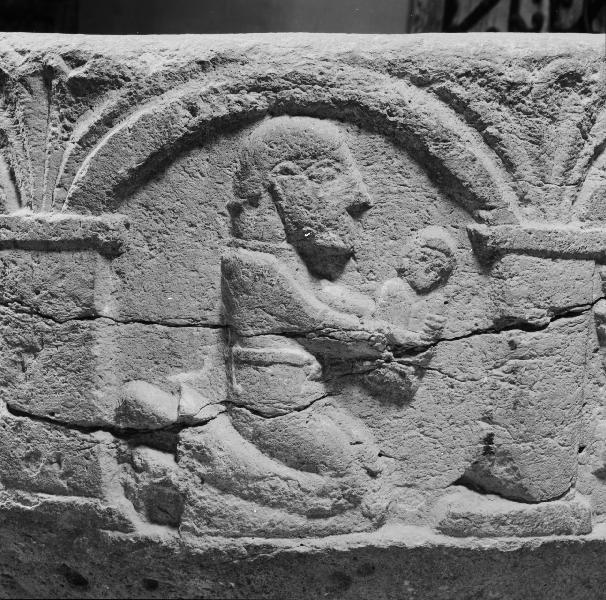
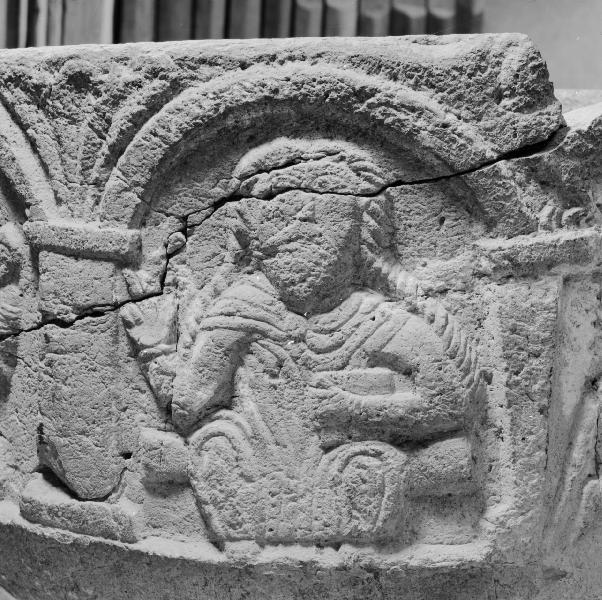